# 木造勇人
木造 勇人（きづくり ゆうと、1999年10月22日 - ）は、日本の卓球選手。
愛知県一宮市出身。
ITTF世界ランキング最高位は64位。段級位は7段。関西卓球アカデミー所属。
愛工大名電高校（卓球部ではキャプテン）を卒業し2018年4月に愛知工業大学に進学した。
TリーグはT.T彩たまに所属。

## 人物
姉の影響で小学校1年の時から卓球を始める、地元のクラブ美崎クラブで腕を磨いた。2009年の全日本卓球選手権大会（カブの部）で優勝、2011年同大会のホープス部では準優勝となり、11月の13歳以下のカデットの部では優勝を果たした。
愛知工業大学附属中学校入学後は2013年の全国中学選抜卓球大会、全国中学校卓球大会団体、シングルスなど各種大会で優勝。
愛工大名電高校入学後は2016年の全日本卓球選手権大会（ジュニアの部）、全国高等学校総合体育大会卓球競技大会（インターハイ）で優勝、南アフリカ開催の世界ジュニア卓球選手権では団体で優勝。
2017年、全日本卓球選手権大会（ジュニアの部）では2連覇を達成、3月のITTFチャレンジシリーズベラルーシオープンではU-21および高見真己と組んだダブルスで準優勝。5-6月の第54回世界卓球選手権個人戦では練習パートナーとして帯同した。6月のITTFワールドツアー中国オープンではU-21で優勝、また張本智和と組んだダブルスでは準決勝で第54回世界卓球選手権個人戦の金メダルペア樊振東（ 中国）、許昕（ 中国）を破る金星を挙げたが決勝で上田仁、吉村真晴に敗れ準優勝に終わった。優勝候補として挑んだ全国高等学校総合体育大会卓球競技大会（インターハイ）ではプレッシャーがある中、団体、シングルス、ダブルスと優勝し3冠を達成。
2018年、愛知工業大学へ進学。
2019年の第55回世界卓球選手権個人戦では張本智和と組んだダブルスで初選出された。
Tリーグの2019-2020シーズンから琉球アスティーダに所属している。
2021年のアジア選手権では団体戦の準決勝進出に貢献し、シングルスでもベスト8に入るなどの活躍を見せた。
Tリーグの2023-2024シーズンからT.T彩たまに所属している。

## プレースタイル
主に前中陣でピッチの速い両ハンドのラリーを得意とする。ときには後陣に下がってロビングで凌ぐこともあり、オールラウンダーな選手である。
またサーブも得意で種類も多く横や逆横回転のサーブを中心に3球目、5球目攻撃で攻めていく。
チキータレシーブを多用し、相手のドライブを丹羽孝希のように自ら振り切ってカウンターすることが多い。

## 主な戦績
2009年
- 全日本卓球選手権大会カブの部 男子シングルス優勝[4]

2011年
- 全日本卓球選手権大会ホープスの部 男子シングルス 準優勝[5]
- 全日本卓球選手権大会カデットの部 13歳以下男子シングルス 優勝[6]

2012年
- 東京卓球選手権大会 カデットの部 男子シングルス 優勝[15]
- 全日本卓球選手権大会カデットの部 14歳以下男子シングルス 準優勝、男子ダブルス 優勝（松山祐季ペア）[16]

2013年
- 全国中学選抜卓球大会 男子団体 優勝
- 全国中学校卓球大会 男子団体 優勝、男子シングルス 優勝[7][8]

2014年
- ITTFジュニアサーキット・チェコジュニア&カデットオープン ジュニア男子シングルス 準優勝[9][17]
- ITTFジュニアサーキット・スウェーデンジュニア&カデット カデット男子シングルス 優勝[9][18]
- 全国中学選抜卓球大会 男子団体 優勝[19]
- ITTFジュニアサーキット・ポーランドジュニア&カデット ジュニア男子シングルス 準優勝[9][20]
- アジアジュニア卓球選手権 男子ダブルス 準優勝（酒井明日翔ペア）[21]
- ITTFジュニアサーキット・タイペイジュニア&カデット 男子ダブルス 優勝（出雲卓斗ペア）[9][22]
- ITTFワールドカデットチャレンジ カデット男子団体 優勝、カデット男子シングルス 準優勝、カデット男子ダブルス 準優勝（黄民夏ペア）[9][23]

2015年
- ITTFグローバルジュニアサーキットファイナル ジュニア男子シングルス 優勝[9][24]
- インターハイ 男子シングルス 準優勝、男子ダブルス 優勝（松山祐季ペア）[9][25]

2016年
- 平成27年度全日本卓球選手権大会 ジュニア男子シングルス 優勝[9][10]
- 全国高等学校選抜卓球大会 学校対抗 優勝
- インターハイ 男子シングルス 優勝[9][11]
- 世界ジュニア卓球選手権 男子団体 優勝

2017年
- 平成28年度全日本卓球選手権大会 ジュニア男子シングルス 優勝（二連覇）[9][12]
- 大阪国際招待卓球選手権大会 男子シングルス 優勝、男子ダブルス 優勝（高見真己ペア）[26]
- ITTFチャレンジシリーズベラルーシオープン U-21 準優勝、男子ダブルス 準優勝（高見真己ペア）
- 全国高等学校選抜卓球大会 学校対抗 優勝
- ITTFワールドツアー韓国オープン U-21 準優勝
- ITTFワールドツアー中国オープン U-21 優勝、男子ダブルス 準優勝（張本智和ペア）
- インターハイ 男子シングルス 優勝、男子ダブルス 優勝（高見真己ペア）、男子団体 優勝
- ITTFワールドツアードイツオープン 男子ダブルス 準優勝（張本智和ペア）
- 世界ジュニア卓球選手権 男子団体 準優勝、男子ダブルス ベスト4（高見真己ペア）
- アジアジュニア卓球選手権 男子シングルス 準優勝

2018年
- チェコオープン  U21男子シングルス 優勝

2019年
- 平成30年度全日本卓球選手権大会 男子ダブルス 優勝（張本智和ペア）
- 第16回全日本学生選抜卓球選手権大会 男子シングルス 優勝

2021年
- 2021アジア選手権 日本代表選手選考合宿 優勝
- アジア選手権 男子団体 3位、男子シングルス ベスト8
- 東海学生卓球選手権 男子シングルス 優勝
- WTTコンテンダーラシュコ 男子ダブルス 準優勝

2022年
- WTTコンテンダーチュニス 男子ダブルス 優勝（張本智和ペア）
- TOP32福岡大会 男子シングルス ベスト4

2023年
- WTTスターコンテンダーゴア 男子ダブルス 3位 (及川瑞基ペア)

2024年
- ビッグトーナメント青森大会　男子シングルス 優勝

2025年
- 全日本卓球選手権大会 混合ダブルス 優勝（安藤みなみペア）
- 第75回全日本実業団卓球選手権大会 男子団体 ３位

### Tリーグの成績
| シーズン | 所属チーム       | 背番号 | シングルス | シングルス | シングルス | ダブルス | ダブルス | ダブルス |
| シーズン | 所属チーム       | 背番号 | 出場数     | 勝利数     | 敗戦数     | 出場数   | 勝利数   | 敗戦数   |
| -------- | ---------------- | ------ | ---------- | ---------- | ---------- | -------- | -------- | -------- |
| 2019-20  | 琉球アスティーダ | #10    | 7          | 3          | 4          | 9        | 4        | 5        |
| 2020-21  | 琉球アスティーダ | #10    | 7          | 4          | 3          | 7        | 3        | 4        |
| 2021-22  | 琉球アスティーダ | #10    | 8          | 2          | 6          | 7        | 5        | 2        |
| 2022-23  | 琉球アスティーダ | #10    | 4          | 1          | 3          | 13       | 7        | 6        |
| 2023-24  | T.T彩たま        | #17    | 8          | 2          | 6          | 4        | 1        | 3        |
| 2024-25  | T.T彩たま        | #26    | 10         | 3          | 7          |          |          |          |

## 代表歴

### ホープス日本代表
- 東アジアホープス卓球選手権2011

### ジュニア日本代表
- アジアジュニア選手権2014,2015,2016,2017
- 世界ジュニア選手権2016,2017

### 日本代表
- 世界選手権2019（ダブルス）
- アジア選手権2021

## 出演

### テレビ番組
- ぼくらはマンガで強くなった 2.74メートルの大宇宙“ピンポン”（2017年1月13日、NHK BS 1）[27]
- ジモト魂～アスリートたちの原点～（2021年12月18日、BS朝日）[28]

### 映画
- ミックス。（2017年10月21日公開、東宝）監督:石川淳一 - 本人役[29]